# Seguenzia nitida
Seguenzia nitida is een slakkensoort uit de familie van de Seguenziidae. De wetenschappelijke naam van de soort werd in 1884 voor het eerst geldig gepubliceerd door Addison Emery Verrill.